# Вељуса
Вељуса (мкд. Вељуса) је насеље у Северној Македонији, у југоисточном делу државе. Вељуса је насеље у оквиру општине Струмица.
У насељу се налази истоимени Манастир Вељуса.

## Географија
Вељуса је смештена у југоисточном делу Северне Македоније. Од најближег града, Струмице, насеље је удаљено 10 km северозападно.
Насеље Вељуса се налази у историјској области Струмица. Насеље је положено на западном ободу Струмичког поља, на месту где се оно издиже у прва брда, која ка југозападу прелазе у планину Плавуш. Надморска висина насеља је приближно 370 метара. 
Месна клима је блажи облик континенталне због близине Егејског мора (жарка лета).

## Становништво
Вељуса је према последњем попису из 2002. године имала 1.552 становника.
Већинско становништво у насељу су етнички Македонци (99%), а остало су Срби.
Претежна вероисповест месног становништва је православље.